# Hiệp hội Thương mại Giống cây trồng Việt Nam
Hiệp hội Thương mại Giống cây trồng Việt Nam là tổ chức xã hội - nghề nghiệp của những người làm việc trong lĩnh vực buôn bán trao đổi cung cấp giống cây trồng tại Việt Nam .
Hiệp hội có tên giao dịch tiếng Anh là Vietnam Seed Trade Association, viết tắt là VSTA.
Hiệp hội thành lập năm 2007. Điều lệ hiện hành của Hiệp hội được Bộ Nội vụ phê duyệt tại Quyết định số 413/QĐ-BNV ngày 16 tháng 5 năm 2007 . Điều lệ được sửa đổi năm 2014 .
Văn phòng Hiệp hội đặt tại trụ sở của Viện Nghiên cứu và Phát triển Cây trồng, Học viện Nông nghiệp Việt Nam, địa chỉ thị trấn Trâu Quỳ, huyện Gia Lâm, Hà Nội.

## Mục tiêu
Mục đích chính của Hiệp hội là: Xây dựng một ngành thương mại giống cây trồng có tổ chức tốt, cung cấp giống cây trồng đảm bảo số lượng và chất lượng cho nông dân Việt Nam, đồng thời đáp ứng được tiêu chuẩn quốc tế khi tham gia xuất khẩu thương mại giống cây trồng; hỗ trợ các cộng đồng dân cư, các tổ chức, các doanh nghiệp của Việt Nam .